# Katherine Moennig
Katherine Moennig, dite Kate Moennig, est une actrice américaine née le 29 décembre 1977 à Philadelphie.

## Carrière
À l'âge de 18 ans, elle part vivre à New York où elle s'inscrit à l'American Academy of Dramatic Arts pour devenir actrice. Elle apparaît en 1999 dans le clip Is anybody home? du groupe canadien Our Lady Peace. Elle auditionne pour le rôle principal de Boys Don't Cry finalement obtenu par Hilary Swank.
Elle est connue pour son rôle dans la série à faible succès Young Americans où elle joue le rôle de Jacqueline « Jake » Pratt, une fille se faisant passer pour un garçon dans un internat. Parmi les autres élèves, Hamilton, le fils du directeur découvre qu'il éprouve des sentiments pour elle.
Elle a cependant été  révélée par la célèbre série télévisée The L Word où elle joue Shane, une coiffeuse lesbienne qui multiplie les relations sexuelles et amoureuses sans jamais faire dans le durable.

## Vie personnelle
Elle est la nièce du producteur Bruce Paltrow et de l'actrice Blythe Danner. Elle est aussi la cousine de Jake Paltrow (réalisateur), Gwyneth Paltrow (actrice et chanteuse) et Hillary Danner (actrice).
Son père William Moennig était luthier et sa mère danseuse à Broadway. Son père est décédé d'un cancer, ce qui a poussé Katherine à s'impliquer dans des œuvres de lutte contre des maladies incurables. Elle a un demi-frère et une demi-sœur qui travaillent dans l'entreprise de son père.
De 2008 à 2013, elle a eu une relation avec la chanteuse Holly Miranda.
D'octobre à novembre 2014, elle a fréquenté brièvement l'actrice américaine Evan Rachel Wood,.
Depuis 2018, elle est mariée à la musicienne Ana Rezende.

## Filmographie

### Cinéma
- 2000 : The Ice People (court-métrage) de Susanne Oberbeck : Wanja Kasczinksy
- 2001 : Slo-Mo (court-métrage) de John Krokidas : Raven
- 2001 : Love the Hard Way de Peter Sehr : Debbie
- 2001 : Terre Neuve (The Shipping News) de Lasse Hallström : Grace Moosup
- 2004 : Invitation to a Suicide de Loren Marsh : Eva
- 2006 : Art School Confidential de Terry Zwigoff : Candace
- 2009 : Everybody's Fine de Kirk Jones : Jilly
- 2010 : Lez Chat de Tig Notaro et Kyle Dunnigan : la femme sportive
- 2011 : The Lincoln Lawyer de Brad Furman : Gloria
- 2012 : Disparue de Heitor Dhalia : L'inspecteur Erica Lonsdale
- 2014 : Default de Simon Brand : Juliana
- 2016 : My Dead Boyfriend d'Anthony Edwards : Zoe
- 2017 : Lane 1974 de SJ Chiro : Hallelujah

### Télévision
- 2000 : Young Americans (série télévisée) : Jacqueline 'Jake' Pratt (principal; 8 épisodes)
- 2001 : New York, police judiciaire (Law and Order) (série télévisée) : Melissa Cobin (saison 12, épisode 3)
- 2003 : New York, unité spéciale (Law & Order: Special Victims Unit) (série télévisée) : Cheryl Avery (saison 4, épisode 21)
- 2004 - 2009 : The L Word (série télévisée) : Shane McCutcheon (principal; 70 épisodes)
- 2008 : Les Experts : Miami (CSI: Miami) (série télévisée) : Mary Landis
- 2009 - 2010 : Three Rivers (série télévisée) : Dr Miranda Foster (principal; 13 épisodes)
- 2010 : Dexter (série télévisée) : Michael Angelo
- 2013 - 2018 : Ray Donovan (série télévisée) : Lena (principal)
- 2019 : Grown-ish : Professeur Paige Hewson
- 2019-2021 : The L Word: Generation Q : Shane McCutcheon (principal; 16 épisodes)
- 2022 : Ray Donovan: The Movie (téléfilm) de David Hollander : Lena
- 2024: No good deed (série)

## Théâtre
- 2006 : Guardians de Peter Morris, mise en scène Jason Moore, The Culture Project (Off-Broadway) : American Girl